# Povestea unui campion
The Blind Side este un film american din anul 2009 inspirat din fapte reale, în care joacă printre alții Sandra Bullock, Tim McGraw și Quinton Aaron. Pentru rolul interpretat în acest film actrița Sandra Bullock a câștigat premiul Oscar pentru Cea mai bună actrița.